# Minol-Tankstelle (Zwickau)

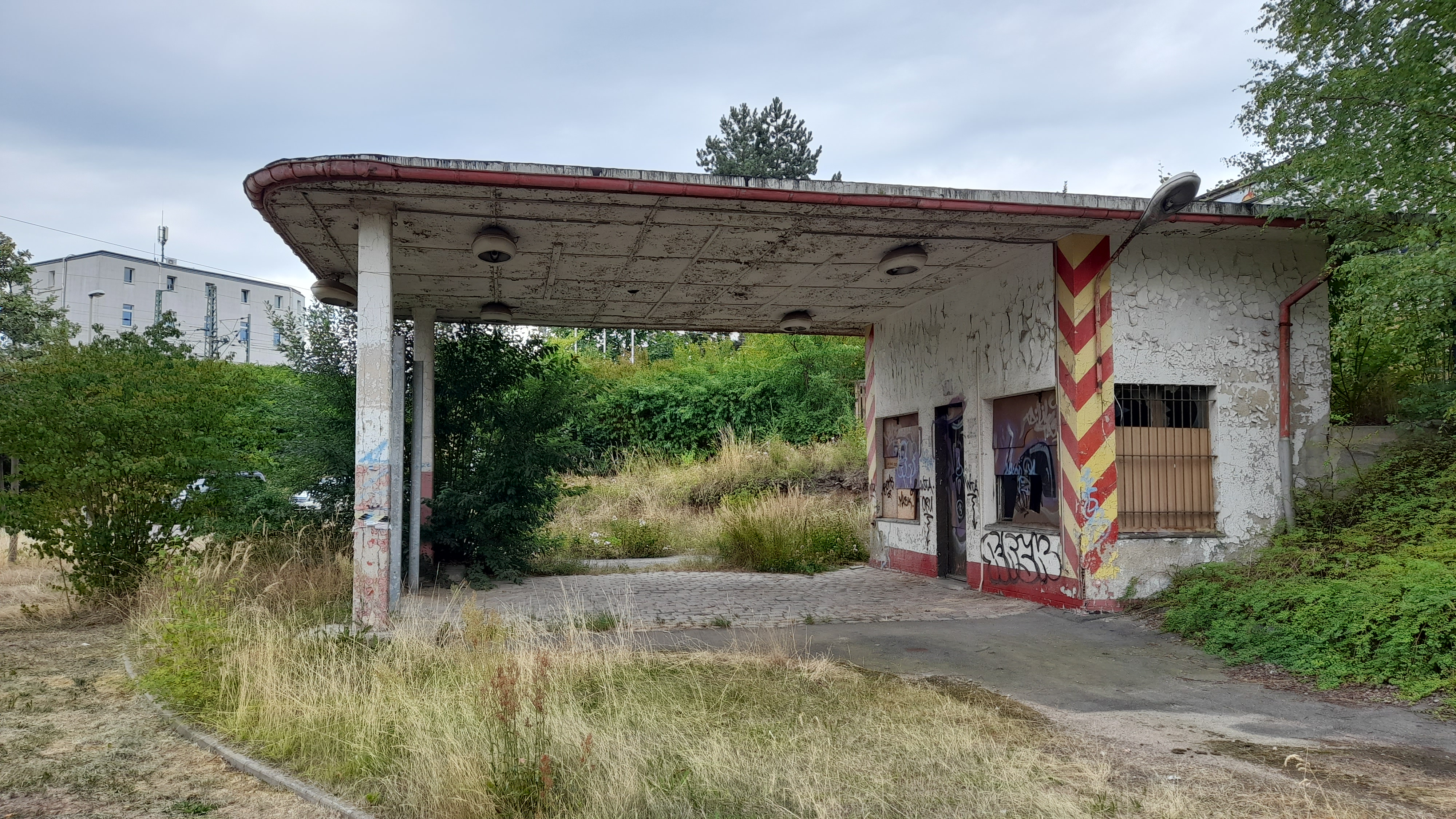
Verwahrloste Minol-Tankstelle (2022)

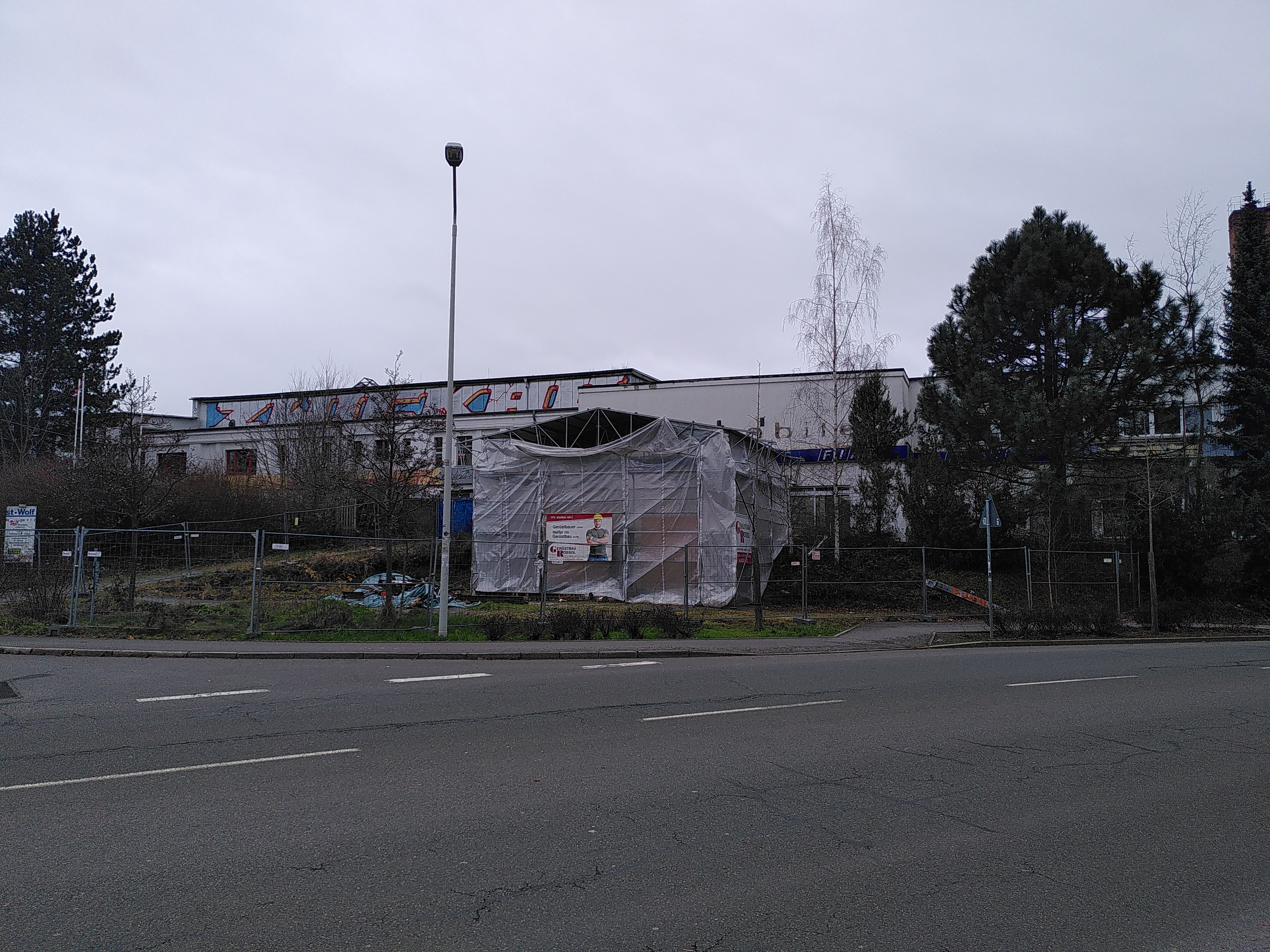
Abgezäunter Rest (2023)

Die Minol-Tankstelle an der Kreuzung von Kopernikusstraße und Güterbahnhofstraße war die letzte ihrer Art in Zwickau.

## Geschichte
Die Tankstelle wurde 1938/1939 unter Leitung des Architekten Oskar Geyer im Auftrag von dem Automobilunternehmer Kurt Vorsprecher errichtet. In der DDR war Vorsprechers dahinter gelegene Großgarage das einzige Genex-Auslieferungslager des VEB Sachsenring und diese Tankstelle der republikweit einheitlichen Marke Minol in der Regel der erste Zwischenstopp.
In den 1990er Jahren wurde die Tankstelle geschlossen und wurden die Zapfsäulen entfernt. So verwahrloste sie. Die Tankstelle wurde im März 2023 städtisches Eigentum. Im August begann der Abriss im Rahmen eines größeren Infrastrukturprojekts, der aber mit der Begründung des Denkmalschutzes juristisch angefochten wurde.